# Boudewijn Zenden
Boudewijn Zenden (Maastricht, 15 augustus 1976) is een Nederlands voormalig voetballer die gedurende zijn loopbaan uitkwam op de posities linkermiddenvelder, linksbuiten en linksback. Hij speelde van 1994 tot en met 2011 voor PSV, FC Barcelona, Chelsea, Middlesbrough, Liverpool, Olympique Marseille en Sunderland. Zenden was van 1997 tot en met 2004 ook international in het Nederlands voetbalelftal, waarin hij vierenvijftig interlands speelde en zeven keer scoorde.

## Carrière als voetballer
Zenden is de zoon van de oud-judoka en NOS-commentator Pierre Zenden. Tot zijn zestiende judode hij zelf ook naast het voetballen. Hierin haalde hij de zwarte band en werd hij kampioen van Limburg. Zendens eerste voetbalclub was RKSV Leonidas-W uit Maastricht. Hierna voetbalde hij voor MVV'02 en vervolgens voor MVV'88. In datzelfde jaar werd hij opgepikt door de scouts van PSV. In augustus 1998 vertrok hij na vier seizoenen PSV met tweeëndertig doelpunten in honderdzestien wedstrijden voor ƒ13.000.000,- naar FC Barcelona.
Bij FC Barcelona speelde hij drie seizoenen, waarna hij in 2001 voor twee seizoenen naar Chelsea verkaste. Hierna volgden twee seizoenen Middlesbrough. Op 2 juli 2005 verhuisde hij naar Liverpool, waarmee hij in 2007 de finale van de UEFA Champions League haalde, maar deze verloor van AC Milan. De dag na de finale maakte trainer Rafael Benítez bekend dat Zenden transfervrij mocht vertrekken. Hij tekende vervolgens voor twee seizoenen bij Olympique Marseille. Toen zijn contract daar afliep ging hij transfervrij van 15 oktober 2009 tot 2011 spelen voor Sunderland.
In april 1997 debuteerde hij in het Nederlands voetbalelftal, waarvoor hij in onder meer de halve finales van het WK 1998, het EK 2000 en het EK 2004 speelde.

## Clubstatistieken
| Seizoen | Club                | Competitie       | Duels | Goals |
| ------- | ------------------- | ---------------- | ----- | ----- |
| 1994/95 | PSV                 | Eredivisie       | 27    | 5     |
| 1995/96 | PSV                 | Eredivisie       | 25    | 7     |
| 1996/97 | PSV                 | Eredivisie       | 34    | 8     |
| 1997/98 | PSV                 | Eredivisie       | 26    | 12    |
| 1998/99 | FC Barcelona        | Primera División | 25    | 0     |
| 1999/00 | FC Barcelona        | Primera División | 29    | 2     |
| 2000/01 | FC Barcelona        | Primera División | 10    | 0     |
| 2001/02 | Chelsea             | Premier League   | 22    | 3     |
| 2002/03 | Chelsea             | Premier League   | 21    | 1     |
| 2003/04 | Middlesbrough       | Premier League   | 31    | 4     |
| 2004/05 | Middlesbrough       | Premier League   | 36    | 5     |
| 2005/06 | Liverpool           | Premier League   | 7     | 2     |
| 2006/07 | Liverpool           | Premier League   | 16    | 0     |
| 2007/08 | Olympique Marseille | Ligue 1          | 27    | 2     |
| 2008/09 | Olympique Marseille | Ligue 1          | 27    | 4     |
| 2009/10 | Sunderland          | Premier League   | 20    | 2     |
| 2010/11 | Sunderland          | Premier League   | 27    | 2     |
| Totaal  | Totaal              | Totaal           | 407   | 59    |

## Carrière als trainer
In november 2012 werd hij assistent-trainer van Rafael Benítez bij Chelsea. Op 15 mei 2013 veroverde hij met deze club in Amsterdam de UEFA Europa League door een 2–1 winst op Benfica. In het seizoen 2013/14 was hij assistent-trainer bij Jong PSV. Vanaf november 2015 maakte hij deel uit van de technische staf van PSV als specialistentrainer en richtte zich hier met name op het trainen van vleugelaanvallers. Zenden werd na het ontslag van hoofdtrainer Mark van Bommel in het seizoen 2019/20 de assistent-trainer van interim-hoofdtrainer Ernest Faber. Na dit seizoen werd Zenden opnieuw specialistentrainer.
In 2023 vertrok Zenden bij PSV. Een jaar later trad hij toe tot de trainersstaf van MVV.

## Erelijst
Als speler
| Competitie           |        |            |     |     |
| Competitie           | Aantal | Jaren      |     |     |
| PSV                  | PSV    | PSV        | PSV | PSV |
| -------------------- | ------ | ---------- | --- | --- |
| Eredivisie           | 1x     | 1996/97    |     |     |
| KNVB beker           | 1x     | 1995/96    |     |     |
| Johan Cruijff Schaal | 2x     | 1996, 1997 |     |     |
| FC Barcelona         |        |            |     |     |
| Primera División     | 1x     | 1998/99    |     |     |
| Middlesbrough        |        |            |     |     |
| Football League Cup  | 1x     | 2003/04    |     |     |
| Liverpool            |        |            |     |     |
| Continentaal         |        |            |     |     |
| UEFA Super Cup       | 1x     | 2005       |     |     |
| Nationaal            |        |            |     |     |
| FA Community Shield  | 1x     | 2006       |     |     |

Als assistent-trainer
| UEFA Europa League | 1x | 2012/13 |

Individueel als speler
| Nederlands Talent van het Jaar | 1x | 1997 |

## Privéleven
Zenden woont samen met zijn vriendin, met wie hij twee zonen heeft.